# Pietartievva
Pietartievva är ett naturreservat i Jokkmokks kommun i Norrbottens län.
Området är naturskyddat sedan 2016 och är 1,8 kvadratkilometer stort. Reservatet omfattar ett skogsområde med små tjärnar och myrar. Reservatet består av urskogsliknande tallskog med partier av asp. 